# Bucklandiella depressa
Bucklandiella depressa là một loài Rêu trong họ Grimmiaceae. Loài này được (Lesq.) Bednarek-Ochyra & Ochyra mô tả khoa học đầu tiên năm 2011.